# Mopsea dichotoma
Mopsea dichotoma är en korallart som först beskrevs av Carl von Linné 1758.  Mopsea dichotoma ingår i släktet Mopsea och familjen Isididae. Inga underarter finns listade i Catalogue of Life.